# Neobisium hians
Neobisium hians är en spindeldjursart som beskrevs av Volker Mahnert 1979. Neobisium hians ingår i släktet Neobisium och familjen helplåtklokrypare. Inga underarter finns listade i Catalogue of Life.